# Biedronka alpejska
Biedronka alpejska (Ceratomegilla alpina) – gatunek chrząszcza z rodziny biedronkowatych i podrodziny Coccinellinae. Zamieszkuje Alpy i Karpaty.

## Taksonomia
Gatunek ten opisany został po raz pierwszy w 1835 roku przez Antonia Villę i Giovanniego Battistę Villę pod nazwą Coccinella alpina. Na przestrzeni lat umieszczany był w rodzajach Hippodamia, Semiadalia i Adaliopsis – dwa ostatnie uznawane są współcześnie za synonimy rodzaju Ceratomegilla.
Wyróżnia się w jego obrębie dwa podgatunki:
- Ceratomegilla alpina alpina (A. Villa et G.B. Villa, 1835)
- Ceratomegilla alpina redtenbacheri Capra, 1928

## Morfologia
Chrząszcz o krótkim, okrągławym, wypukłym ciele długości od 3,5 do 4 mm. Głowę ma czarną z żółtawym przednim brzegiem nadustka. Barwa żółtawa na czarnym przedpleczu obejmuje jego kąty przednie i wąskie obrzeżenie przedniej krawędzi. Na czarnych pokrywach występują po dwie żółtawoczerwonawe plamy, z których przednia otacza barki i sięga bocznej krawędzi pokryw, a tylna zwykle ma formę ukośnego przecinka, ale może się dzielić na dwie plamki lub łączyć z plamą przednią. Epipleury pokryw nie sięgają do ich wierzchołka; w przedniej części mają barwę żółtawą, a w tylnej są silnie sciemniałe. Wierzchołek pokryw jest równomiernie wyokrąglony i niewystający ku tyłowi. Oprócz stóp kolor odnóży jest czarny. Na wypukłym przedpiersiu brak jest żeberek. Linia udowa na pierwszym segmencie odwłoka osiąga wierzchołkiem jego przedni brzeg.

## Ekologia i występowanie
Owad górski i wysokogórski, zamieszkujący Alpy i Karpaty. Zasiedla turnie, hale, wrzosowiska i murawy, gdzie bytuje na roślinności zielnej i krzaczastej, a zimuje w szczelinach skalnych.
Gatunek palearktyczny. Podgatunek nominatywny C. a. alpina wykazany został z Francji, Szwajcarii, Austrii i Włoch. Podgatunek C. a. redtenbacheri znany jest z Niemiec, Austrii, Słowacji, Polski, Ukrainy, Rumunii i Bułgarii. W Polsce odnotowano go w Tatrach i Bieszczadach.